# Google Glass

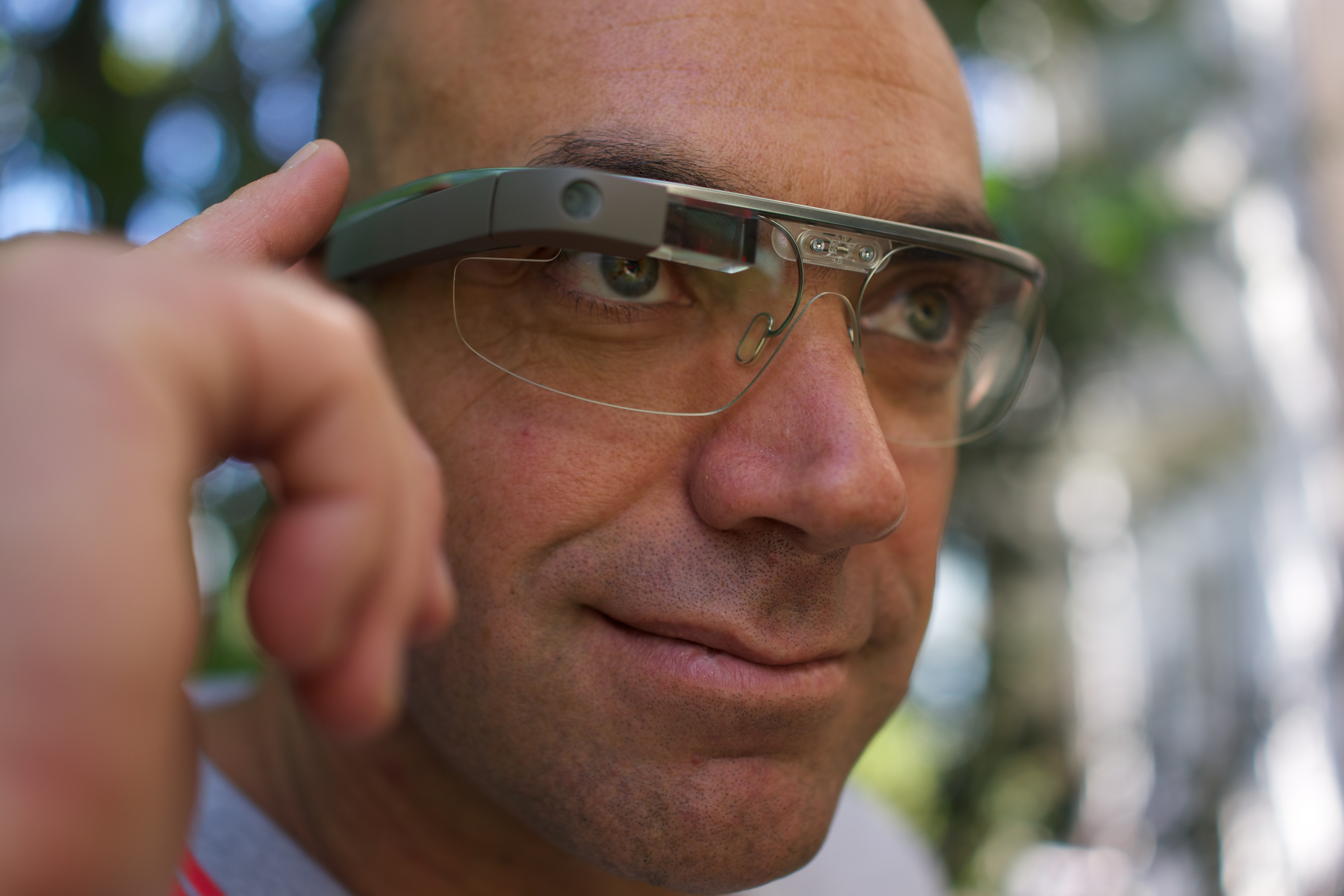
Prezentacja okularów

Google Glass – okulary o rozszerzonej rzeczywistości stworzone przez firmę Google. Okulary te mają docelowo mieć funkcje standardowego smartfona, ale mają być obsługiwane głosem poprzez przetwarzanie języka naturalnego.

## Rozwój projektu

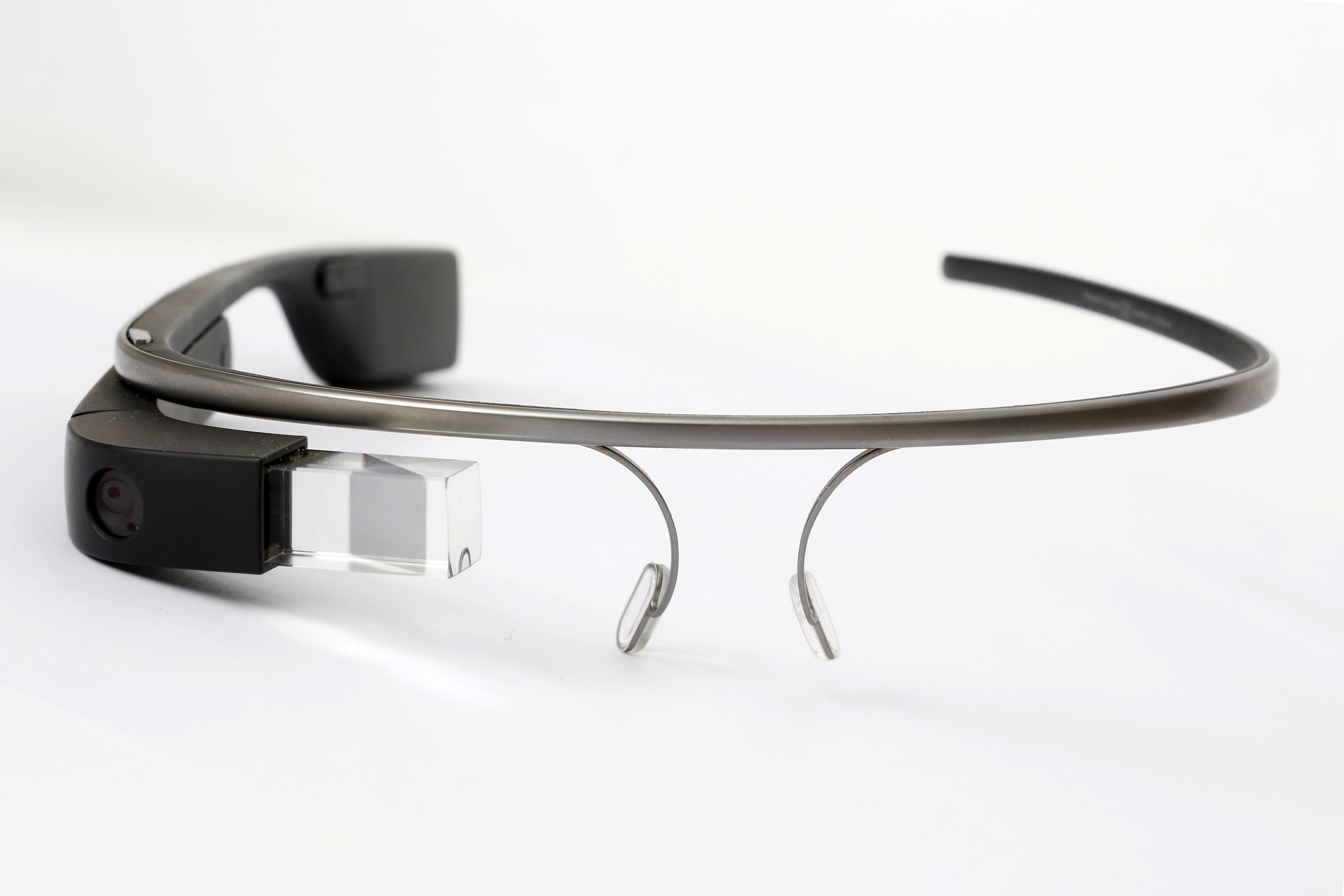
Google Glass - widok z przodu

W kwietniu 2012 Google ujawnił pierwsze szczegóły dotyczące Google Glass. Początkowo premiera zaplanowana była na koniec roku 2012. Jednak wprowadzenie na rynek przełożono na koniec roku 2013 lub początek 2014. Na początku 2013 roku wersje testowe trafiły do wybranych deweloperów. Wiadomo, że okulary będą miały funkcję wysyłania dźwięku bezpośrednio do czaszki, z wykorzystaniem przewodnictwa kostnego i bez użycia słuchawek. 19 stycznia 2015 sprzedaż Google Glass w wersji Explorer została zakończona.

## Specyfikacja techniczna
Według informacji opublikowanych przez Google, okulary będą posiadać:
- System operacyjny Android 4.0.4 lub wyższy
- Ekran o rozdzielczości 640x360
- Aparat 5 megapikseli z możliwością nagrywania filmów w jakości 720p
- 16 GB pamięci (12 GB przeznaczonej dla użytkownika)
- 2 GB RAM (wcześniej 682 MB)
- Wi-Fi 802.11b/g
- Bluetooth
- Gniazdo micro USB
- Przewodnictwo kostne fal dźwiękowych

## W kulturze
Podobne okulary pojawiły się między innymi w filmie science-fiction Star Trek: Następne pokolenie (Ktarian), Człowiek z magicznym pudełkiem, w książkach Demon oraz Wolność autorstwa Daniela Suareza, w anime Dragon Ball (scouter) i Dennō Coil, w grze Heavy Rain (ARI glasses) oraz w jednym z odcinków serialu Futurama (eyePhone).